# Diploma de Espanhol como Língua Estrangeira
Os Diplomas de Español como Lengua Extranjera (DELE; em português Diplomas de Espanhol como Língua Estrangeira) são certificações oficiais, decorrentes de exames, que atestam o grau de competência e domínio do idioma espanhol (castelhano), outorgado pelo Instituto Cervantes em nome do Ministério da Educação e Ciência da Espanha. Os títulos, que possuem reconhecimento internacional e validade indefinida, são certificados em três níveis – inicial, intermediário e avançado – segundo a compreensão do idioma pelo examinado em três categorias: compreensão, fala e escrita (segundo o Quadro Europeu Comum de Referência para as Línguas) em cinco provas.
Existem mais de 480 centros de exames hoje em quase 100 países, sendo o único certificado de proficiência em espanhol para não-hispânicos oficialmente reconhecido pelo governo espanhol, com utilidades principalmente educacionais e profissionais, e é reconhecido por todo o mundo por empresas privadas, câmaras de comércio e sistemas educacionais. Suas ferramentas avaliativas são consideradas altamente confiáveis e imparciais.

## História e evolução
Os DELEs foram criados em 1988 (pelo Real Decreto 826/1988), no marco de diversas ações promovidas com as finalidades de difundir a língua espanhola e incrementar a presença de sua cultura no exterior. Em 2002, passou a ser ministrado pelo Instituto Cervantes. Atualmente, os exames são regulamentados pelo Real Decreto 264/2008, de 20 de julho.

## Níveis
O Real Decreto 264/2008 de 22 de fevereiro regulamenta a estrutura de exames em seis níveis, conforme aos que indicam o Quadro comum europeu de referência para as línguas, que serão incorporadas a oferta de forma progressiva.
- O Diploma de español nivel A1 acredita a competência linguística suficiente para compreender e utilizar expressões cotidianas de uso muito frequente em qualque parte do mundo hispânico, encaminhadas a satisfazer necessidades imediatas; para pedir e dar informações pessoais básicas sobre si mesmo e sobre sua vida diária para interagir de forma elementar com falantes, sempre que estes falem devagar em com clareza e estejam dispostos a cooperar;
- O Diploma de español nivel A2 acredita a capacidade do usuário da língua para compreender e utilizar expressões cotidianas de uso frequente em todo o mundo huspânico, relacionadas quase sempre com áreas de experiência que sejam especialmente relevantes por sua urgência (informação básica sobre si mesmo e sobre sua família, compras e lugares de interesse, ocupações, etc.); para realizar intercãmbios comunicativos simples e diretos sobre aspectos conhecidos e habituais para descrever em termos simples aspectos de seu passado e seu entorno, assim como para satisfazer questões relacionadas com suas necessidades imediatas;
- O Diploma de español nivel B1 acredita a capacidade do usuário da língua para compreender os pontos principais de textos orais e escritos em variedades padrão da língua e que não sejam excessivamente localizadas, sempre que referem-se sobre assuntos conhecidos, já sendo estes relacionados com o trabalho, o estudo ou a vida cotidiana; para desenvolver-se na maioria das situações e contextos em que se inscrevem estas áreas de uso e para produzir assim mesmo textos simples e coerentes sobre temas conhecidos ou que sejam de interesse pessoal, tais como a descrição de experiências, acontecimentos, desejos, planos e aspirações ou a expressão de opiniões;
- O Diploma de español nivel B2 acredita a capacidade do usuário da língua para compreender o essencial de textos orais e escritos complexos, inclusive mesmo que falem sobre temas abstratos, se apresentem em diversas variedades do espanhol o tenham um carater técnico, principalmente se tratam sobre áreas de conhecimento especializado a que teve acesso; para interagir com todo o tipo de falantes com um grau de fluência e naturalidade, de modo que a comunicação não suponha exigir esforços por parte de nenhum interlocutor, e para produzir textos claros e detalhados sobre diversos assuntos, incluídos os que se supõe análises dialéticas, debate ou defesa de um ponto de vista;
- O Diploma de español nivel C1 acredita capacidade do usuário da língua para desenvolver-se com soltura ao processar uma ampla variedade de textos orais e escritos de certa extensão em qualquer variante da língua, reconhecendo inclusive neles sentidos implícitos, atitudes ou intenções; para expresar-se com fluência, espontaneidade e sem esforços aparentes para encontrar sempre a expressão adequada a situação e ao contexto, já se encontrando este dentro do âmbito social, profissional ou acadêmico, e por tanto para utilizar o idioma com flexibilidade e eficiência, demonstrando um uso incorreto dos mecanismos de coesão e organização que permitam articular-los;
- O Diploma de español nivel C2 acredita a capacidade do usuário da língua para desenvolver-se em qualquer situação em que se requira compreender praticamente tudo o que se ouve ou que se lê, independentemente da extensão dos textos, de sua complexidade ou grau de concepção, familiarização com os temas tratados, da variedade linguística que empregam ou da necessidade de realizar inferências e outras operações para conhecer seu conteúdo; para expressar-se de forma espontânea com grande fluência e uma enorme precisão semântica e gramatical, o que permite diferenciar elementos com pequenas distinções de significados incluidos em âmbitos acadêmicos ou profissionais com um alto grau de especialização e complexidade;

## Reconhecimento internacional
Os DELEs são os únicos títulos do Ministério de Educação do Reino da Espanha de âmbito internacional e além de comprovar a qualificação de profissionais no mercado de trabalho, os certificados também atestam a competência linguística de estudantes que pretendem candidatar-se a bolsas de estudos e especialização na Espanha e outros países hispano-americanos. Em alguns países, o exame foi adotado por autoridades educacionais e centros de ensino como complemento a seus próprios programas de avaliação.

### Reconhecimento na Espanha
- O Diploma de Espanhol de nível intermediário dá o direito ao acesso do ciclo superior do primeiro nível de ensino de regime especial correspondente das escolas oficiais de idiomas;
- Em 2005, as empresas espanholas mais importantes por sua projeção internacional (Telefónica, Endesa, Repsol, YPF, Grupo Santander, Fundação MAPFRE, Prosegur e Grupo Calvo) reconheceram os DELEs como títulos acreditativos do conhecimento da língua espanhola nos processos seletivos para os aspirantes cuja primeira língua não seja o espanhol, por entender que "a aquisição e o desenvolvimento do espanhol constituem um importante benefício para o trabalhador e a empresa;
- O Ministerio de Sanidad y Política Social de España (em português, Ministério de Saúde e Política Social da Espanha) exige o DELE de candidatos estrangeiros a médicos, farmacêuticos, químicos, biólogos, psicólogos, radiofísicos e outras especialidades da Enfermagem;
- Em 2008 a Junta de Castilla y León considera que para o curso 2008/2009, todas as pessoas que tenham o DELE de níveil intermediário ficaram isentas de realizar as provas de conhecimento em espanhol no acesso das faculdades castelano-leonesas;
- A Confederación Española de Organizaciones Empresariales ou CEOE (em português, Confederação Espanhola de Organizações Empresarias) apóia o reconhecimento dos exames DELE;
- As principais instituições de ensino superior, agências de cooperação internacional e fundações estabelecam como condição que os candidatos se apresentem a concursos, bolsas de estudo e convocatórias de ajuda tenham o DELE quando não for falante nativo do espanhol.

### Reconhecimento pelo mundo
- Brasil: O DELE de nível intermediário é requisito para o acesso de bolsas de estudo pelo Capes (Coordenação de Aperfeiçoamento de Pessoal de Nível Superior) do Ministério de Educação, destinada para pessoas interessadas em fazer mestrado ou doutorado em países hispanofalantes. Além disso é bastante procurado por grandes empresas que preparam funcionários que serão enviados para países de língua espanhola, como a Petrobras[7].
- Bulgária: O DELE é reconhecido pela Universidade de Sófia e é aceito por outras universidades como prova de conhecimentos de língua espanhola;
- França: As autoridades educativas da região da Bretanha subvencionam a candidatura de seus alunos da rede de institutos de educação secundária e superior aos DELEs;
- Grécia: Os exames são reconhecidos por autoridades educativas e administrativas gregas como mérito acadêmico e profissional, incluindo o acesso ao serviço público;
- Hungria: Os DELE são reconhecidos pelo ITK (Centro Superior de Línguas Estrangeiras) de Budapeste;
- Irlanda: O Ministério de Educação irlandês reconhece os DELEs em virtude dos acordos assinados pela Comissão mista de cooperação cultural hispano- irlandesa;
- Itália: Em virtude dos acordos assinados pelo Ministério de Educação e Ciência espanhol e o Instituo Cervantes com o Ministerio della Publica Instruzzione de Italia em 2000, os alunos do ensino secundário gozam de subvenções para prestar o DELE em nivel inicial e obter deste modo um valor adicionado a seu expediente escolar. Igualmente, o projeto Campus One reconhece os DELEs como equivalentes no cálculo de créditos obrigatórios para certos estudos universitários;
- Filipinas: Os DELEs são reconhecidos pela Escola Francesa de Manila, asim como pela National Development Authority (NEDA) e as universidades filipiana para os empregados destas instituições que queiram obter uma bolsa de estudos em pós-graduações na Espanha;
- Coreia do Sul: O Ministéiro de Educação coreano reconhece os diplomas em virtude dos acordos assinados pela Comissão mista de cooperação cultural hispanho-coreana que se reúne a cada dois anos;
- Reino Unido: O Diploma inicial e intermediário figuram nas listas de formação profissional aprovadas pelo secretário de Educação britânico.